# Kamczija (letnisko)
Kamczija (bułg. Камчия) – bułgarskie letnisko na wybrzeżu Morza Czarnego, położone w obwodzie Warna, gminie Awren, około 30 kilometrów na południe od Warny, 5 km od trasy Warna – Burgas.
Kamczija zlokalizowana jest w gęstych lasach na północ od ujścia rzeki Kamczija do Morza Czarnego, opodal rezerwatu biosfery Łongoza, dysponując piaszczystą plażą o długości ok. 6 km i szerokości sięgającej 150 m.
Osadnictwo pojawiło się w tym miejscu już w czasach historycznych, gdy ujście rzeki wykorzystywane było jako przystań. Na lewym brzegu Kamcziji zlokalizowana była rzymska twierdza Erite, której pozostałości zachowały się do dziś, a w XIII wieku, za panowania cara Iwana Asena II, wzniesiona została tu stocznia.
Letnisko utworzone było i intensywnie rozbudowywane w latach 70.-80. - wcześniej, w latach 60., u ujścia Kamcziji zlokalizowany był jedynie prowadzony przez Państwową Organizację Turystyczną „Bałkanturyst" kemping na 100 samochodów oraz restauracja służąca turystom odwiedzającym Łongozę. W połowie l. 70. ośrodek dysponował dwoma kempingami („Raj" na 4500 miejsc i „Pirin" na 400 miejsc) oraz schroniskiem turystycznym. W latach 80. mieściły się tutaj już dwa hotele („Kamczija” i „Łongoza”, łącznie 500-530 miejsc, wzniesione pod koniec l. 70.), trzy kempingi („Raj", „Pirin" i „Kamczija", łącznie 2400 miejsc w bungalowach oraz 13 000 pod namiotami, zelektryfikowane, wyposażone w ciepłą wodę i parkingi, czynne w sezonie od maja do września-października), biuro turystyczne, baza sportów wodnych wypożyczająca łodzie i rowery wodne, 7 restauracji (w tym lokal „Nestinari”, którego atrakcją był taniec na rozżarzonych węglach), kino letnie, dyskoteka, supermarket, kilka sklepów, autoserwis. W połowie lat 80. planowane było w ramach rozbudowy ośrodka osiągnięcie w liczby 40 000 miejsc noclegowych. Letnisko nie posiadało ekskluzywnych lokali i komfortu wielkich kurortów, oferując w zamian spokój i ciszę, szczególną atrakcję stanowiły ponadto wycieczki łodziami w górę rzeki Kamczija, a także możliwość wędkowania. Spędzali w nim wczasy głównie Bułgarzy i Rosjanie, w ramach wczasów organizowanych przez zakłady pracy, licznie odwiedzali je także Polacy – polskie biura turystyczne Orbis, PTTK i Gromada oferowały pobyty na kempingu „Raj", który w poł. l. 80. liczył 6000 miejsc, będąc największym w Bułgarii.
Obecnie letnisko jest podupadłe, pomimo istniejącej infrastruktury i miejsc nadających się do rekreacji i turystyki – jak ujście rzeki Kamczija i położone w centrum kurortu kompleksy "Romantika", "Zacharczeto" czy "Paradise Bungalows", a także centrum rekreacji dla dzieci i młodzieży.